# Нижній Куркужин
Нижній Куркужин (рос. Нижний Куркужин) — село у Баксанському районі Кабардино-Балкарії Російської Федерації.
Орган місцевого самоврядування — сільське поселення Нижній Куркужин. Населення становить 3600 осіб.

## Історія
Згідно із законом від 27 лютого 2005 року органом місцевого самоврядування є сільське поселення Нижній Куркужин.

## Населення
| 2002  | 2010  | 2012  | 2013  | 2014  | 2015  | 2016  |
| ----- | ----- | ----- | ----- | ----- | ----- | ----- |
| 3567  | ↗3600 | ↗3628 | ↘3617 | ↗3642 | ↗3688 | →3688 |
| 2017  | 2018  | 2019  | 2020  |       |       |       |
| ↗3689 | →3689 | ↗3704 | ↗3705 |       |       |       |